# Primorias
As Primorias eram um território no oriente asturiano, entre os rios Sela e Deva com Cangas de Onís como centro urbano, dominada por Pelágio das Astúrias depois da Batalha de Covadonga e que daria origem ao Reino das Astúrias.
O termo Primorias aparece pela primeira vez nas Crónicas de Afonso III, fazendo referência aos territórios repovoados por Afonso I das Astúrias, o Católico:
| “ | ...naquele tempo foram povoadas as Astúrias, as Primorias, Liébana, Trasmiera, Sopuerta, Carranza, Vardúlias, que agora é chamada de Castela | ” |